# Videoton Football Club 2012-2013
Questa voce raccoglie le informazioni riguardanti il Videoton Football Club nelle competizioni ufficiali della stagione 2012-2013.

## Stagione
Nella stagione 2012-2013 il Videoton ha disputato la NB I, massima serie del campionato ungherese di calcio, terminando la stagione al secondo posto con 54 punti conquistati in 30 giornate, frutto di 16 vittorie, 6 pareggi e 8 sconfitte. Grazie a questo piazzamento si è qualificato al primo turno preliminare della UEFA Europa League 2013-2014. In apertura di stagione ha vinto la Magyar Szuperkupa per il secondo anno di fila, battendo il Debrecen dopo i tiri di rigore. Nella Magyar Kupa il Videoton è sceso in campo dal terzo turno, raggiungendo le semifinali dove è stato eliminato dal Győri ETO. Nella Magyar labdarúgó-ligakupa il Videoton ha raggiunto la finale, venendo però sconfitto dal Ferencváros per 5-1. Nella UEFA Europa League il Videoton è partito dal secondo turno preliminare e ha raggiunto la fase a gironi: sorteggiato nel gruppo G, ha concluso al terzo posto, venendo eliminato.

## Rosa
| N. |                       | Ruolo | Calciatore              |
| -- | --------------------- | ----- | ----------------------- |
| 2  | Spagna (bandiera)     | D     | Álvaro Brachi           |
| 3  | Brasile (bandiera)    | D     | Paulo Vinícius          |
| 4  | Portogallo (bandiera) | D     | Marco Caneira           |
| 5  | Portogallo (bandiera) | C     | Vítor Gomes             |
| 7  | Brasile (bandiera)    | A     | Edson Farias            |
| 8  | Serbia (bandiera)     | A     | Milan Perić             |
| 9  | Portogallo (bandiera) | A     | Jucie Lupeta            |
| 10 | Brasile (bandiera)    | C     | Renato Neto             |
| 11 | Ungheria (bandiera)   | C     | György Sándor           |
| 12 | Slovacchia (bandiera) | P     | Tomáš Tujvel            |
| 13 | Ungheria (bandiera)   | P     | Bence Somodi            |
| 13 | Serbia (bandiera)     | P     | Filip Pajović           |
| 14 | Serbia (bandiera)     | C     | Nikola Mitrović         |
| 16 | Portogallo (bandiera) | C     | Filipe Oliveira         |
| 17 | Serbia (bandiera)     | A     | Nemanja Nikolić         |
| 20 | Spagna (bandiera)     | A     | Walter Fernández Balufo |

| N. |                        | Ruolo | Calciatore             |
| -- | ---------------------- | ----- | ---------------------- |
| 20 | Ungheria (bandiera)    | D     | Donát Zsótér           |
| 21 | Ungheria (bandiera)    | D     | Adrián Szekeres        |
| 22 | Capo Verde (bandiera)  | D     | Stopira                |
| 23 | Ungheria (bandiera)    | D     | Tamás Vaskó            |
| 23 | Brasile (bandiera)     | D     | Kaká                   |
| 23 | El Salvador (bandiera) | D     | Arturo Álvarez         |
| 24 | Spagna (bandiera)      | D     | Héctor Sánchez Cabrera |
| 26 | Ungheria (bandiera)    | C     | Balázs Tóth            |
| 27 | Montenegro (bandiera)  | P     | Mladen Božović         |
| 28 | Ungheria (bandiera)    | A     | Sándor Torghelle       |
| 30 | Ungheria (bandiera)    | D     | Roland Szolnoki        |
| 32 | Ungheria (bandiera)    | D     | Roland Juhász          |
| 70 | Ungheria (bandiera)    | C     | István Kovács          |
| 77 | Ungheria (bandiera)    | A     | Ádám Gyurcsó           |
| 88 | Ungheria (bandiera)    | C     | Zsolt Haraszti         |
| 99 | Serbia (bandiera)      | C     | Uroš Nikolić           |

## Risultati

### UEFA Europa League

#### Secondo turno preliminare
| Arbitro: | Aleksej Nikolaev |

|          |           |              |
| Šebo 26’ | Marcatori | 30’ Oliveira |

| Székesfehérvár 26 luglio 2012, ore 20:15 CEST | Videoton       | 0 – 0 referto | Slovan Bratislava | Sóstói Stadion\| Arbitro: \| Antony Gautier \| |
| Arbitro:                                      | Antony Gautier |               |                   |                                                |

#### Terzo turno preliminare
| Arbitro: | Paolo Silvio Mazzoleni |

|             |           |  |
| Nikolić 78’ | Marcatori |  |

| Arbitro: | Szymon Marciniak |

|  |           |                                      |
|  | Marcatori | 13’ Filipe Oliveira 68’, 71’ Nikolić |

#### Play-off
| Trebisonda 23 agosto 2012, ore 20:00 CEST Andata | Trabzonspor | 0 – 0 referto | Videoton | Stadio Hüseyin Avni Aker\| Arbitro: \| Euan Norris \| |
| Arbitro:                                         | Euan Norris |               |          |                                                       |

| Arbitro: | Martin Hansson |

|                                 |                      |                              |
| Caneira Brachi Gyurcsó Mitrović | Tiri di rigore 4 – 2 | Sapara Vittek Aydoğdu Zokora |

#### Fase a gironi
Gruppo G
| Arbitro: | Laurent Duhamel |

|                                        |           |  |
| Vossen 22’ Buffel 78’ De Ceulaer 90+2’ | Marcatori |  |

| Arbitro: | Kristinn Jakobsson |

|                                       |           |  |
| Vinícius 15’ Oliveira 21’ Nikolić 35’ | Marcatori |  |

| Arbitro: | Miroslav Zelinka |

|                             |           |           |
| Schär 2’ (aut.) Caneira 33’ | Marcatori | 90’ Schär |

| Arbitro: | Yevhen Aranovskiy |

|              |           |  |
| Streller 80’ | Marcatori |  |

| Arbitro: | Liran Liany |

|  |           |           |
|  | Marcatori | 19’ Barda |

| Arbitro: | Michalīs Koukoulakīs |

|                      |           |            |
| Labyad 65’ Viola 82’ | Marcatori | 80’ Sándor |

## Statistiche

### Statistiche di squadra
| Competizione              | Punti | In casa | In casa | In casa | In casa | In casa | In casa | In trasferta | In trasferta | In trasferta | In trasferta | In trasferta | In trasferta | Totale | Totale | Totale | Totale | Totale | Totale | DR  |
| Competizione              | Punti | G       | V       | N       | P       | Gf      | Gs      | G            | V            | N            | P            | Gf           | Gs           | G      | V      | N      | P      | Gf     | Gs     | DR  |
| ------------------------- | ----- | ------- | ------- | ------- | ------- | ------- | ------- | ------------ | ------------ | ------------ | ------------ | ------------ | ------------ | ------ | ------ | ------ | ------ | ------ | ------ | --- |
| NB I                      | 54    | 15      | 8       | 3       | 4       | 25      | 12      | 15           | 8            | 3            | 4            | 27           | 12           | 30     | 16     | 6      | 8      | 52     | 24     | +28 |
| Magyar Kupa               | -     | 4       | 3       | 0       | 1       | 9       | 2       | 3            | 3            | 0            | 0            | 11           | 4            | 7      | 6      | 0      | 1      | 20     | 6      | +14 |
| Magyar Szuperkupa         | -     | -       | -       | -       | -       | -       | -       | -            | -            | -            | -            | -            | -            | 1      | 0      | 1      | 0      | 1      | 1      | 0   |
| Magyar labdarúgó-ligakupa | -     | 5       | 5       | 0       | 0       | 9       | 1       | 5            | 2            | 2            | 1            | 6            | 4            | 11     | 7      | 2      | 2      | 16     | 10     | +6  |
| UEFA Europa League        | -     | 6       | 3       | 2       | 1       | 6       | 2       | 6            | 1            | 2            | 3            | 5            | 7            | 12     | 4      | 4      | 4      | 11     | 9      | +2  |
| Totale                    | -     | 30      | 19      | 5       | 6       | 49      | 17      | 29           | 14           | 7            | 8            | 49           | 27           | 61     | 33     | 13     | 14     | 100    | 50     | +50 |